# Long Vân
Long Vân (giản thể: 龙云, phồn thể: 龍雲, bính âm: Lóng Yún, sinh ngày 27 tháng 11 năm 1884 – mất ngày 27 tháng 6 năm 1962) là một quân phiệt ở Trung Quốc và là Tổng đốc tỉnh Vân Nam từ năm 1927 đến gần cuối giai đoạn Quốc Cộng phân tranh khi ông bị Đỗ Duật Minh lật đổ theo chỉ thị từ Tưởng Giới Thạch vào tháng 10 năm 1945.

## Tiểu sử
Long Vân xuất thân từ gia đình dân tộc thiểu số người Di ở tỉnh Vân Nam, Trung Quốc. Tướng Lư Hán là họ hàng của Long Vân. 
Long Vân tham gia vào quân đội của quân phiệt địa phương vào năm 1911 và được giữ chức trung đoàn trưởng. Sau này ông tham gia vào lực lượng của Đường Kế Nghiêu cho đến tháng 2 năm 1927, khi đó ông và Hồ Nhược Ngu làm binh biến và phế bỏ Đường ra khỏi mọi chức vụ. Ngay sau đó, ông trở thành Quân đoàn trưởng Quân đoàn 38 của "Quân đội Cách mạng Quốc gia" và là Tổng đốc tỉnh Vân Nam trong hơn một thập kỷ. Trong thế chiến II, ông được phong làm Tham mưu trưởng Tập đoàn quân số 1 để chống lại quân Nhật trong địa phận của mình. Long Vân rất thích cái tên gọi đầy uy danh thanh thế "Vua Vân Nam", điều này đã khiến Tưởng nghi ngờ ông và cho rằng ông sẽ tạo phản chống lại Tưởng. Năm 1945, Long bị Tưởng cách chức Tổng đốc Vân Nam và triệu hồi về thủ đô Nam Kinh. Tưởng phong cho ông chức vụ bù nhìn là Phó Ủy viên trưởng "Ủy ban Cố vấn Chiếc lược" và giam lỏng ông tại đó. Cuối năm 1948, Long Vân bỏ trốn sang Hồng Kông và tham gia Ủy ban Cách mạng Quốc Dân Đảng. Năm 1948 ông và Hoàng Thiệu Hoành(黃紹竑) mở cuộc cách mạng chống lại Tưởng ở Hồng Kông. Sau chiến thắng của Đảng Cộng sản, ông được mời tham gia Chính phủ Cộng hòa Nhân dân Trung Hoa và trở thành Phó Chủ tịch Ủy ban Quốc phòng Quốc gia và Phó Chủ tịch Ủy ban Hành chính miền Hoa Nam. Ông cũng giữ chức Phó Chủ tịch của Ủy ban Cách mạng Quốc Dân Đảng. Năm 1957, ông được chính phủ Trung Hoa xem như là một nhà chính trị theo khuynh hướng hữu khuynh. 

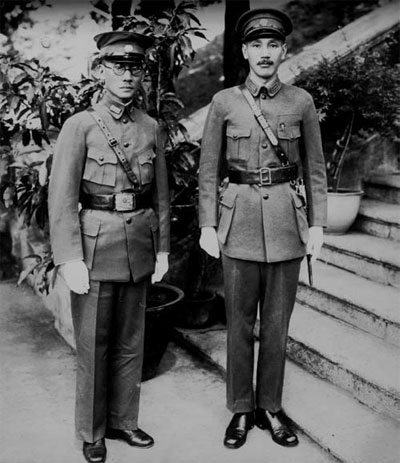
Long và Tưởng.